# Telemetrie (Software)
Unter dem Begriff Telemetrie versteht man in der Softwaretechnik das Sammeln von Rohdaten, die per automatischer Datenübertragung durch einen im Hintergrund laufenden Dienst an den Entwickler übertragen werden.
Geschieht dies für den Benutzer nicht transparent, so spricht man auch von englisch Phoning Home oder Calling Home (bzw. Phone Home oder Call Home), dem Nach-Hause-Telefonieren, da sich Software ohne leicht zu erreichende Einflussnahme durch den Benutzer „zu Hause“ beim Hersteller meldet.

## Nutzen
Die Entwickler von Software beziehungsweise die Firmen dahinter erhoffen sich mithilfe einer Auswertung der gesammelten Daten eine Verbesserung ihrer Entwicklungen und Produkte.
Beispiele für Betriebssysteme, die Telemetriedaten sammeln, sind Windows 10 von Microsoft und Ubuntu-Linux von Canonical. Sie tun dies mit der Erklärung, „die Entwicklung verbessern“ zu wollen, da die Programmierer mithilfe der gesammelten Daten besser über die tatsächliche Nutzung der Systeme Bescheid wissen.

## Abgrenzung
Der Begriff Telemetriedaten ist mehrdeutig. Er bezeichnet mehrere unterschiedliche Arten von Daten:
- Beim Client-Server-Modell sind Verbindungsdaten zwischen einem Server und mindestens einem Client ebenfalls Telemetriedaten.
- In der Netzwerktechnik bezeichnet der Begriff die fortlaufende Reichweitenmessung, zur Prüfung, ob ein Signal besteht.
- Die Erfassung von Rohdaten wie Nutzungs- und Diagnosedaten einer Software.

Telemetriedaten beinhalten oft Metrik, englisch metrics, was statistischen Daten entspricht. Zusätzlich sind jedoch auch Nutzungsdaten enthalten.
Programme, deren Funktion sich darauf beschränkt, Daten zu sammeln und zu übermitteln, sind Spyware. Da der Nutzer dabei absichtlich im Unklaren gelassen wird bzw. Aufwand betrieben wurde, die Funktion zum Datensammeln möglichst gut zu verstecken, handelt es sich dabei um Malware.

## Datenschutz
Da sich aufgrund der Nutzungsdaten Rückschlüsse über den Benutzer ziehen lassen, sind Telemetriedaten im Kontext des Datenschutz problematisch. Weil ein Benutzer die Telemetriefunktion oft nicht oder nur zu wenig beeinflussen kann, ergeben sich teilweise Parallelen zum Begriff der Spyware, jedoch passiert im Gegensatz dazu die Datenerfassung im Rahmen der Telemetriedaten mit dem Wissen des Nutzers und zumindest teilweise auch transparent.

### „nach Hause telefonieren“

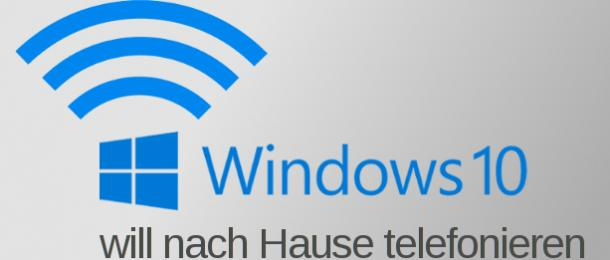
Karikatives Windows-10-Logo anlässlich des BigBrotherAwards 2018 Kategorie Technik an Microsoft Deutschland für die kaum deaktivierbare Telemetriedaten-Übertragung bei Windows 10
CC-BY-SA / Logo: Microsoft Corporation; Montage: Digitalcourage

Die englischen Begriffe Call Home oder Calling Home, auch Phone Home oder Phoning Home, für „zu Hause anrufen“ oder „nach Hause telefonieren“ bezeichnet die Aktion eines Computerprogramms, über das Internet Kontakt zum Server des Herstellers aufzunehmen. Der Begriff entstand nach dem Ausspruch des Außerirdischen im Film E.T.
Einige Microsoft-Programme, z. B. der Windows Media Player in Windows XP, aber auch viele andere Programme vor allem großer Anbieter, sind für besagtes Call Home bekannt. Meist ist der Begriff negativ besetzt und bezeichnet die Kontaktaufnahme und Datenübertragung zum Hersteller ohne Wissen des Anwenders. Eine vom Anwender bewusst initiierte Verbindung zum Herstellerserver, z. B. zum Versionsabgleich oder zur automatischen Programmaktualisierung, ist mit dem Ausdruck Call Home in der Regel nicht gemeint.
Ein bekanntes, von Anwendern aufgedecktes Beispiel für Call Home waren die Netzwerkdrucker von Hewlett-Packard. Als die Firma von der Datenaufsichtsbehörde dafür gerügt wurde, versprach man rasch, dieses abzustellen. Drucker, die nach 2003 erworben wurden, sollten diese Funktion nicht mehr haben. Eine Garantie dafür gibt es allerdings nicht.
Einige Programme mit Call-Home-Funktion sehen vor, diese mittels bestimmter Einstellungen in oder Änderungen an den Werten der Systemregistrierung zu deaktivieren. Zur komfortablen Verwaltung dieser Registrierungseinträge gibt es teils Programme wie xp-AntiSpy (bis Windows 7), das einige undokumentierte Windows-Einstellungen verändern und die Call-Home-Funktionen diverser Windows-Standardprogramme deaktivieren kann. Allerdings können derartige Tools nur bekannte Call-Home-Aktionen unterbinden und dies auch nur, wenn der Hersteller eine Abschaltung grundsätzlich vorgesehen hat. Ist dies nicht der Fall, kann die Kontaktaufnahme zum Herstellerserver auch dadurch unterbunden werden, dass man dessen IP-Adresse in eine betriebssysteminterne Sperrliste einträgt. Programme wie Spybot – Search & Destroy bieten diese Funktion, können aber ebenfalls nur solche Server sperren, von denen bereits bekannt ist, dass sie von einigen Programmen zum Zwecke der ungewollten Datenübermittlung kontaktiert werden. Um jeglichen unkontrollierten Verbindungsaufbau zu unterbinden, wird deshalb der Einsatz einer Firewall empfohlen.
In Windows 10 21H2 lässt sich der Telemetrie-Dienst mit Bordmitteln abschalten bzw. blockieren, die lokal gespeicherte Datensammlung findet jedoch weiterhin statt. Die Umsetzung erfordert zudem Systemwissen und ist nicht so einfach wie die Nutzung diverser AntiSpy-Programme (oft Freeware), die es auch für Windows 10/11 gibt.

## Beispiele
Ein Beispiel für Metriken ist der bei der Installation optional auswählbare oder später manuell installierbare Popularity Contest von Debian GNU/Linux. Dabei werden die installierten Pakete sowie deren Nutzung erfasst, statistisch ausgewertet und auf einer öffentlichen Homepage aufbereitet dargestellt. Die anonyme Auswertung soll den Entwicklern bei einigen Entscheidungen helfen.
Bei den Windows-Betriebssystemen von Microsoft war zur Aktivierung von Windows 98 ein Globally Unique Identifier (GUID) übertragen worden, der auf Internet-fähigen Systemen die eindeutige MAC-Adresse der Netzwerkkarte enthielt. Das ermöglichte eine eindeutige Identifizierung, weil derselbe GUID auch in gespeicherten Dokumenten, z. B. von Microsoft Office, zu finden war. Bei der Windows-NT-Reihe begann es mit Windows XP, dass das Betriebssystem unter bestimmten Umständen Kontakt mit Servern von Microsoft aufnahm. Das war einerseits die Suchfunktion, andererseits die Funktion zur Prüfung der Softwarelizenz, „Windows Genuine Advantage“. Letztere nimmt täglich Kontakt zu Microsoft auf. Gab es in früheren Windows-Versionen bereits die Möglichkeit, nach einer Fehlfunktion einen Fehlerbericht (englisch bug report) mit Diagnosedaten an Microsoft zu schicken, so ist es ab Windows 10 endgültig so, dass unzählige Telemetriedaten gesammelt und gesendet werden. Dies wurde auch heftig kritisiert, obwohl sich die Funktion mit dem entsprechenden Know-how noch abschalten ließ. In der Enterprise-Version von Windows 10 ist ein Abschalten der Telemetrie auch seitens des Betriebssystems möglich und vorgesehen (Opt-out).
Im Linux- bzw. Unix-Desktop KDE Plasma 5 gibt es ab Version 5.18 die Funktion „User Feedback“, die regelmäßig Telemetriedaten über die Nutzung an die Entwickler schickt. Die Funktion ist in der Voreinstellung ausgeschaltet (Opt-in).
Ein Beispiel aus dem Bereich des Diebstahlschutzes von Laptops und Arbeitsplatzrechnern stellt die Software Computrace dar, welche in der System-Firmware (dem BIOS oder UEFI) des Endgerätes verankert ist und nach Aktivierung regelmäßig Daten an die Herstellerfirma Absolute Software überträgt.